# Виадук Ландвассер
Виадук Ландвассер (нем. Landwasserviadukt) — изогнутый в плане шестиарочный одноколейный железнодорожный мост. Он пересекает реку Ландвассер между станциями Алваню (Alvaneu) и Филизур в кантоне Граубюнден, Швейцария.
Мост был построен по проекту Александра Акатоса в 1901—1902 годах компанией Мюллер и Церледер (нем. Müller & Zeerleder) для Ретийской железной дороги, которой и принадлежит по сегодняшний день. Ставший символом Альбулийской железной дороги, которая с 7 июля 2008 года является объектом всемирного наследия ЮНЕСКО, мост имеет длину 136 м и высоту 65 м. Одним концом мост упирается в портал тоннеля Ландвассер.
По этому мосту проходит около 22 000 поездов в год или около 60 поездов в день.

## Описание
Виадук Ландвассер имеет 6 арочных пролетов шириной по 20 м каждый, опирающихся на 5 высоких пилонов, и в плане представляет собой дугу радиусом 100 м. Железная дорога в районе расположения виадука имеет уклон порядка 2 % (20 промилле).
Юго-восточным концом мост упирается в отвесную скалу, с этой точки путь переходит в 216-метровый тоннель Ландвассер.
Объем кладки виадука составляет около 9200 м³, виадук выложен из известняка и доломита.

## Местоположение
Виадук, построенный из темного известняка, находится на участке Альбулийской железной дороги между станциями Тифенкастель(г. Тифенкастель) и Филизур (г. Филизур). Мост находится в 63,07 км от станции Тузис. Пассажиры, подъезжающие к виадуку со станций Тифенкастель и Альваной, могут увидеть его со стороны. Самое первое место на пути, откуда это можно сделать, — это виадук Шмиттентобель, который сам по себе является впечатляющим по своим размерам сооружением.
Проезжая же по изогнутому виадуку, пассажиры могут наблюдать, как их поезд входит в портал тоннеля Ландвассер.
C другой стороны тоннеля отдельная железнодорожная ветка, идущая от станции Площадь Давоса, образует железнодорожный узел с Альбулийской железной дорогой, так как обе линии идут к станции Филизур. Незадолго до пересечения этого железнодорожного узла пассажиры ветки Давос — Филизур могут любоваться видом на виадук Ландвассер с северо-восточной стороны.

## Строительство
Строительство моста началось в марте 1901 года компанией Мюллер и Церледер. Особенность в том, что по соображениям экономии и из-за паводков на реке Ландвассер три главных опоры были построены без лесов, что было необычным решением для того времени. Чтобы обойтись без лесов, внутри каждой из опор моста были построены железные башенные конструкции, на которые был поставлен мостовой кран. Все материалы доставлялись к месту кладки при помощи электрической лебедки мостового крана. С увеличением высоты возводимых опор металлические конструкции также надстраивались, что позволяло поднимать и свод мостового крана.
Уже в октябре 1902 года первые поезда пошли по новому виадуку. Стоимость строительства составила 280 000 швейцарских франков.

## Реставрация

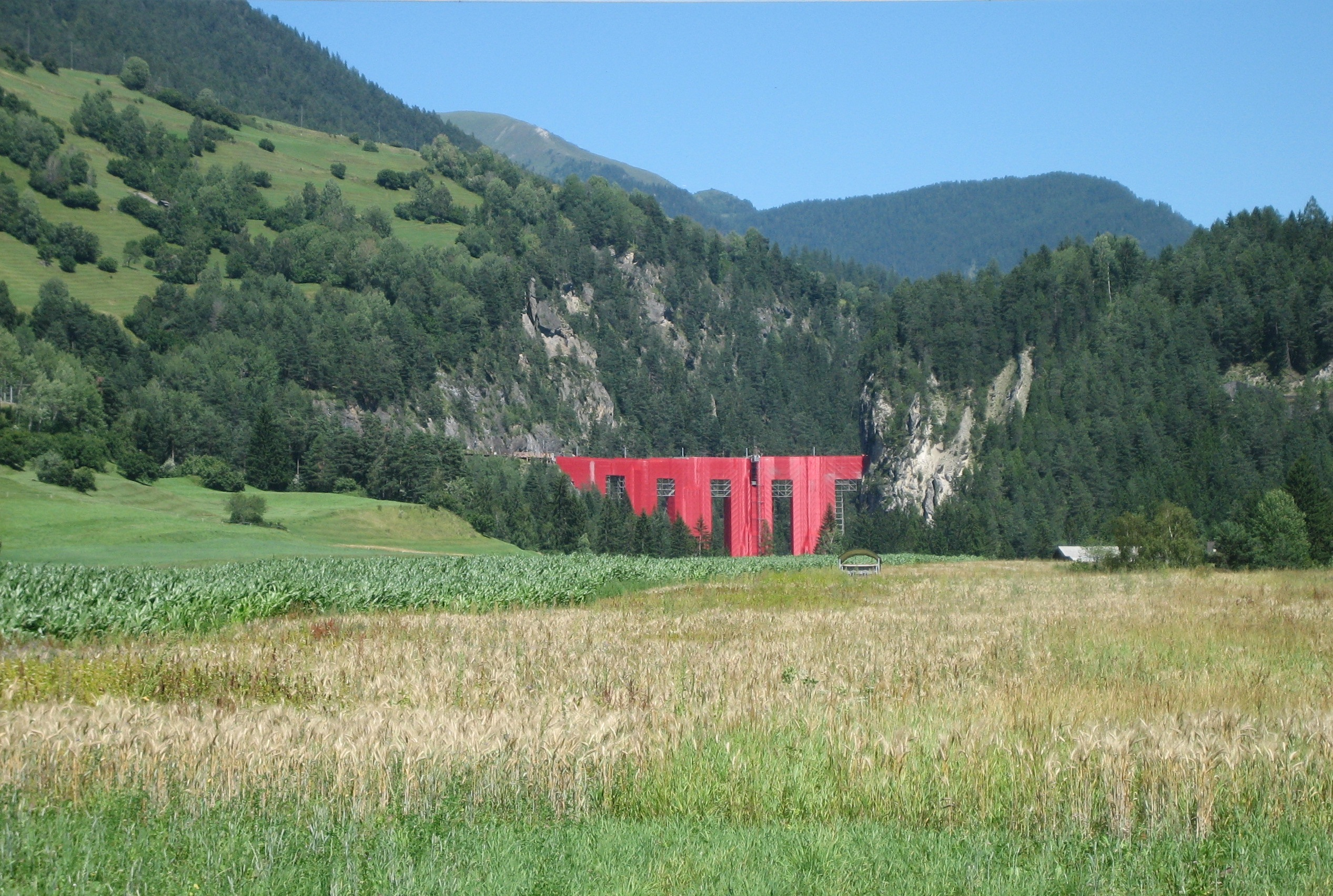
Мост, закрытый строительными лесами и красным полотном, во время реставрации, летом 2009 года.

В 2009 году, когда мосту исполнилось 106 лет и по нему прошло уже более 100 000 поездов, было принято решение о реставрации. Реставрация началась 9 марта и продлилась все лето 2009 года. Стоимость реставрации составила 4,6 млн швейцарских франков.
Реставрационные работы проводились на всем протяжении моста, включая реставрацию мостовых опор по всей их высоте. Работы были проведены так, чтобы, кроме появления подсветки, не было заметно никаких изменений. Это было необходимо, так как с июля 2008 года виадук входит в список объектов всемирного наследия ЮНЕСКО, и потому любые изменения его облика запрещены. Каменная кладка моста, прослужившая более 100 лет, все еще была в отличном состоянии. Её лишь укрепили инъекциями из специальных растворов. Кроме того, на мосту была проведена полная замена рельсового полотна и установлены новые шпалы.
Несмотря на активную работу, которая длилась несколько месяцев и в несколько смен днем и ночью, все поезда во время ремонтных работ продолжали ходить по расписанию. Около четверти всего объема работ не допускали движения поездов: эти работы были произведены в ночное время. Таким образом, во время всего периода реставрации мост оставался в рабочем состоянии. Машинистам необходимо было лишь снижать скорость при проезде через мост до 10 км/ч.

## Галерея

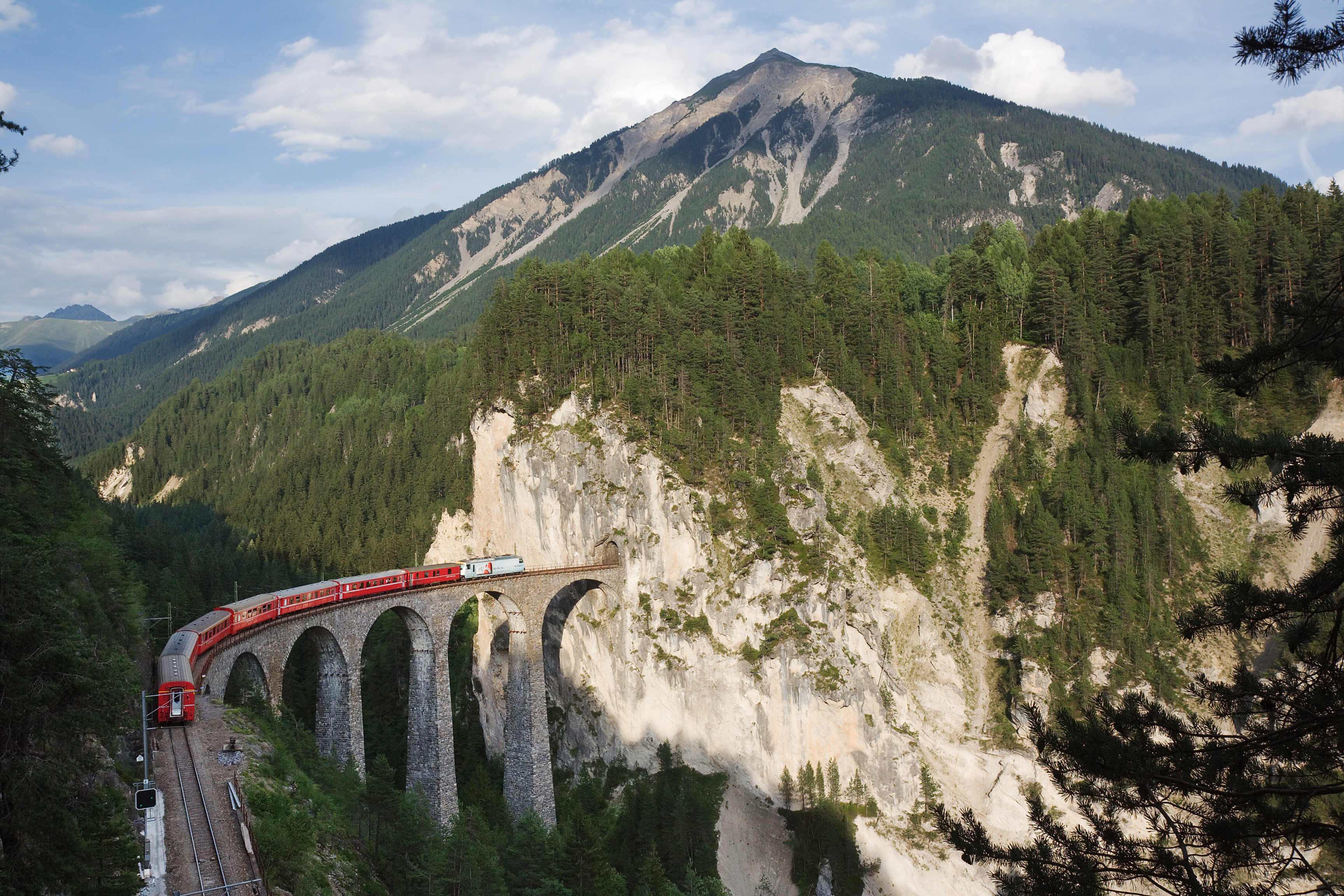
Панорамный вид на виадук с возвышенности.
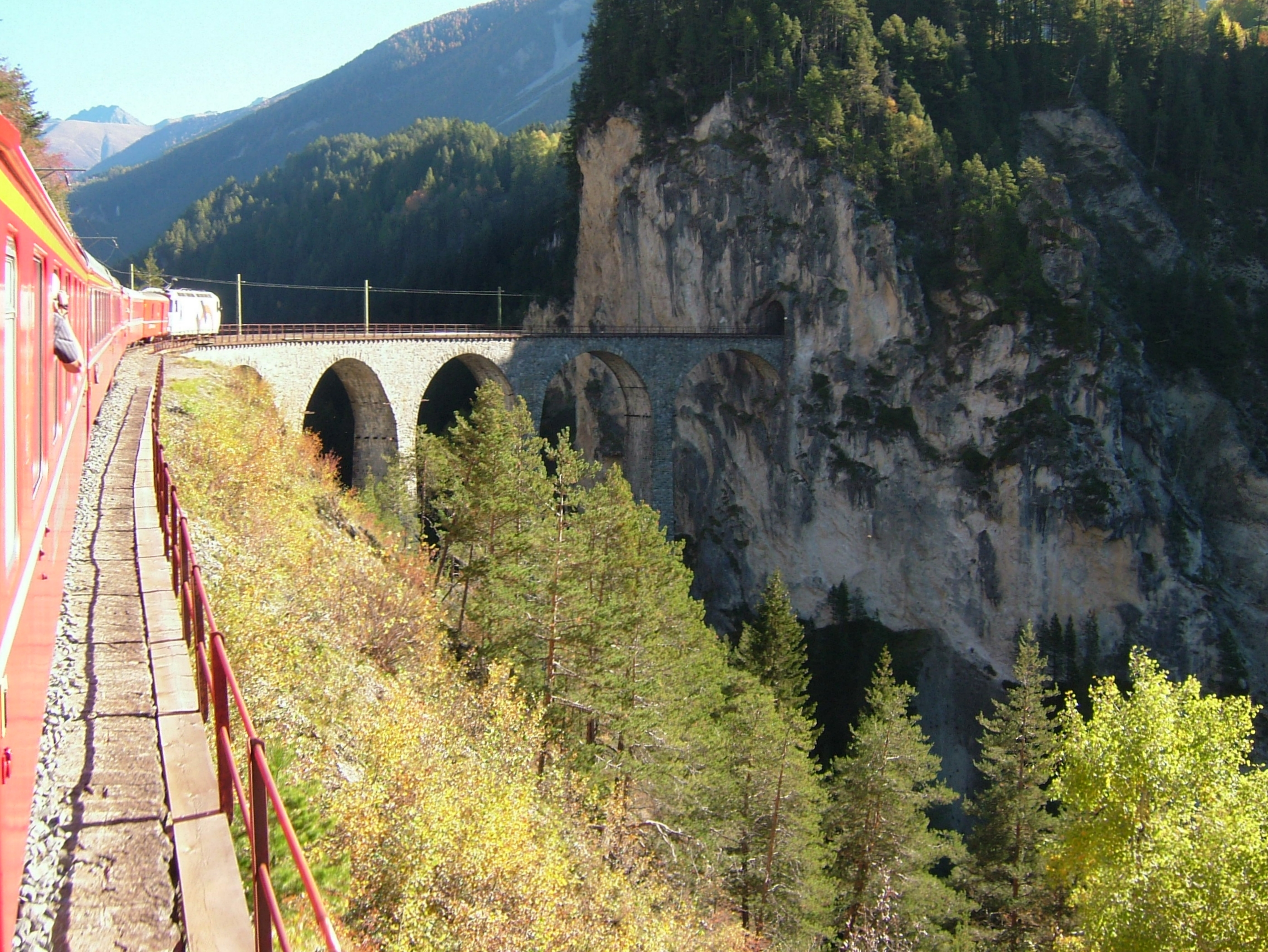
На подъезде со стороны станции Тифенкастль.
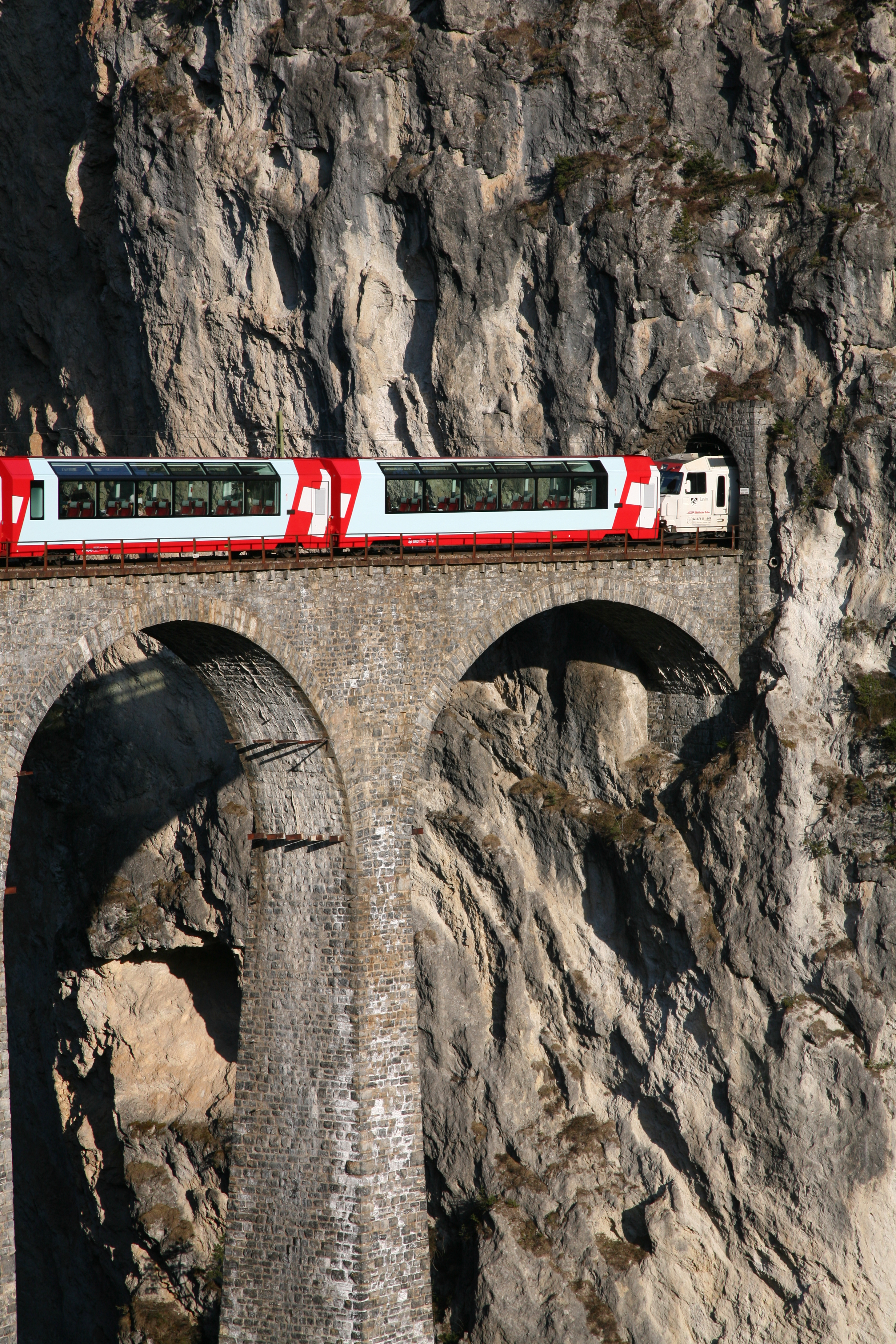
Вагоны поезда Гласьер Экспресс въезжают в тоннель Ландвассер.
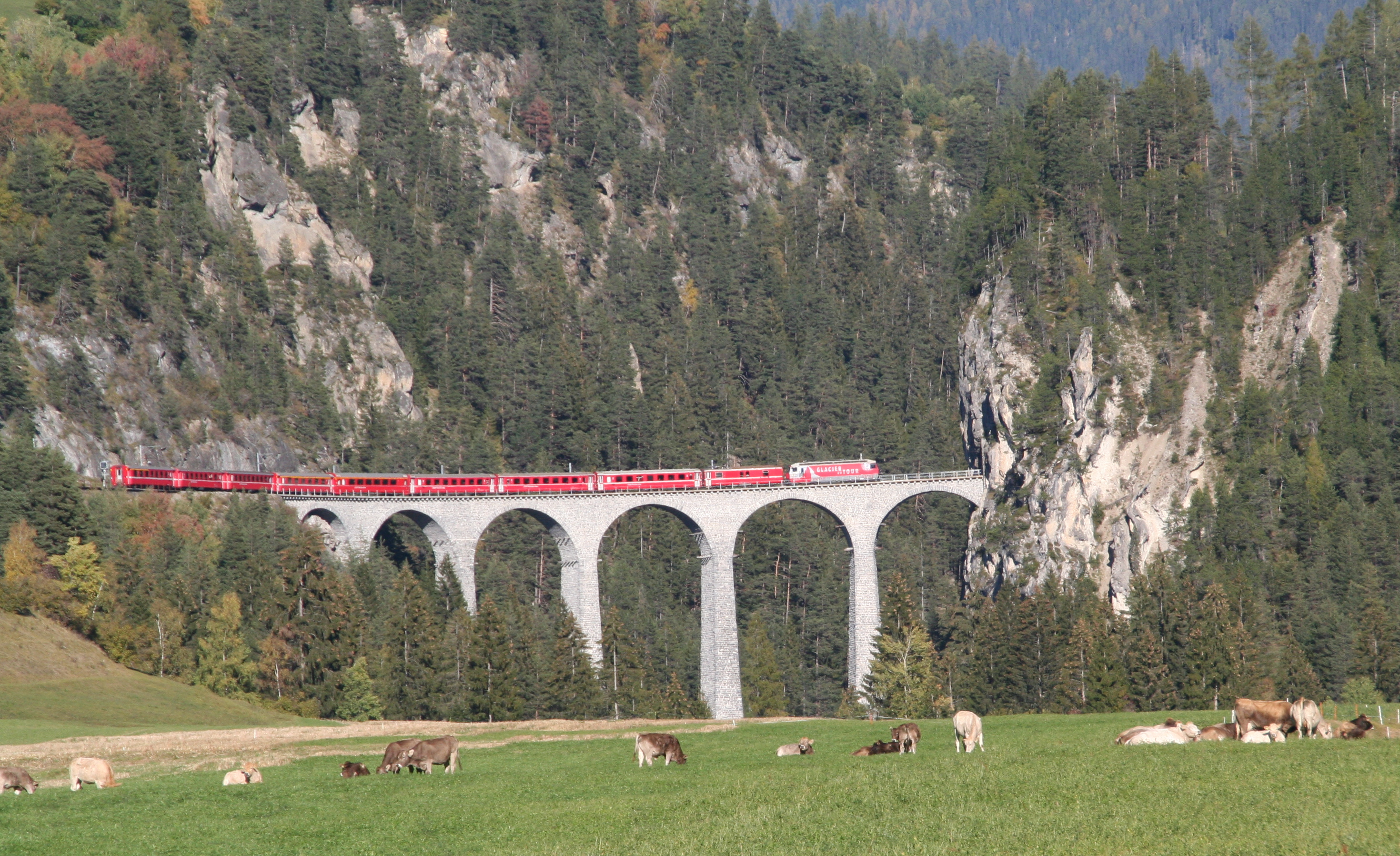
Вид с дороги.
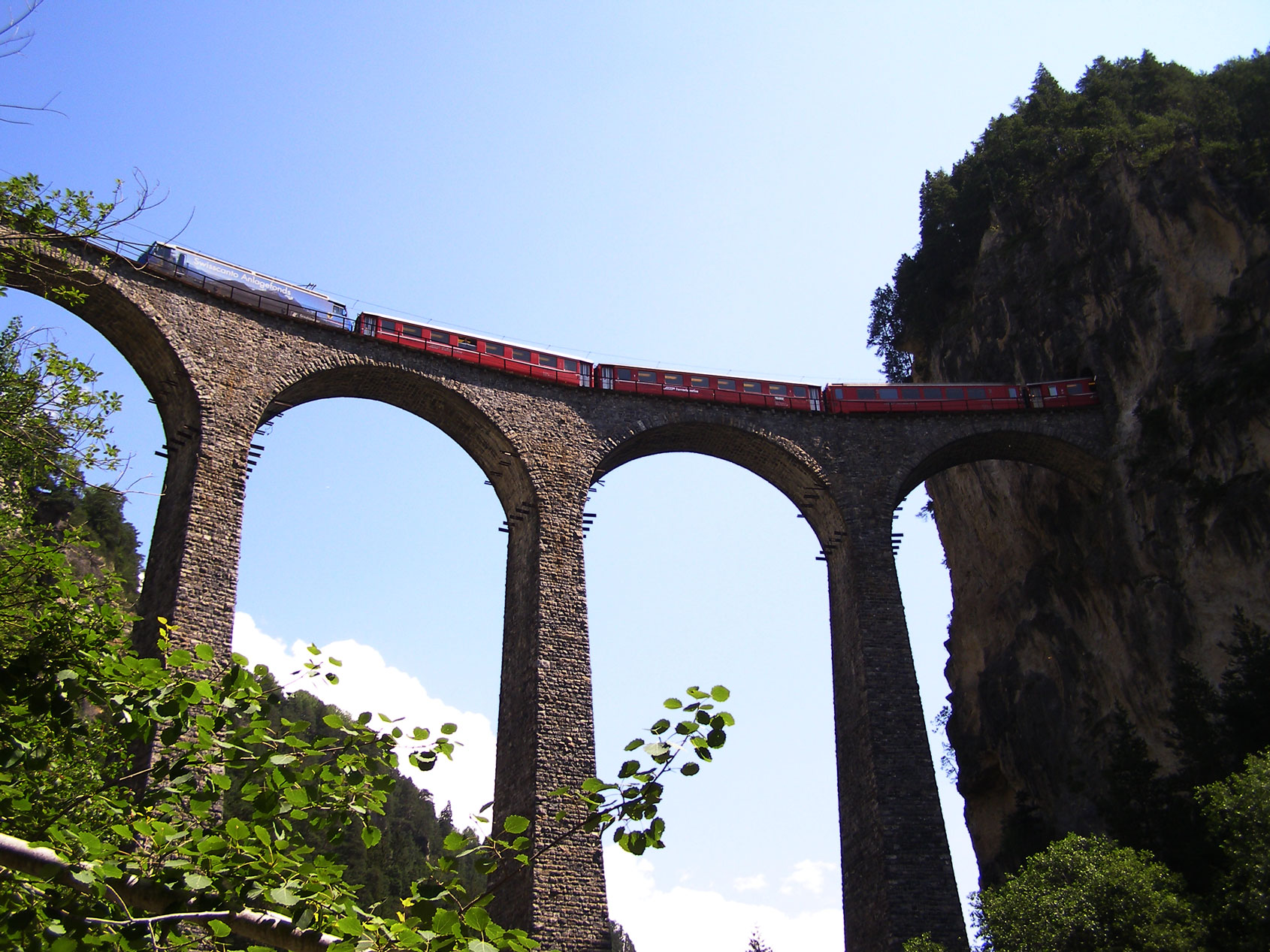
Вид на опоры виадука внизу.
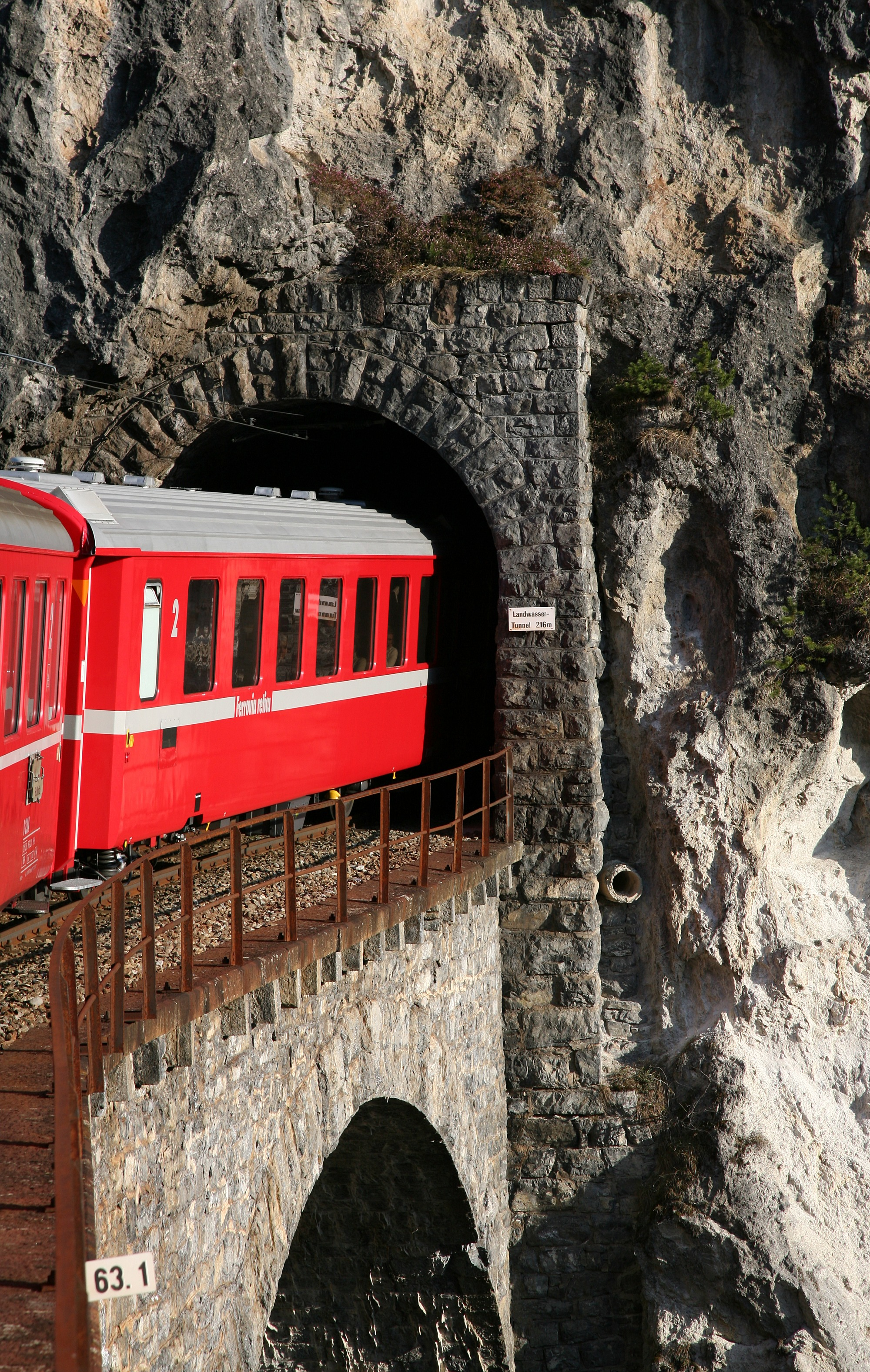
Портал тоннеля Ландвассер.